# پریگلیتس
پریگلیتس (به آلمانی: Prigglitz) یک منطقهٔ مسکونی در اتریش است که در ناحیه نوین‌کیرشن واقع شده‌است. پریگلیتس ۵۱۴ نفر جمعیت دارد.